# Rózsafaolaj

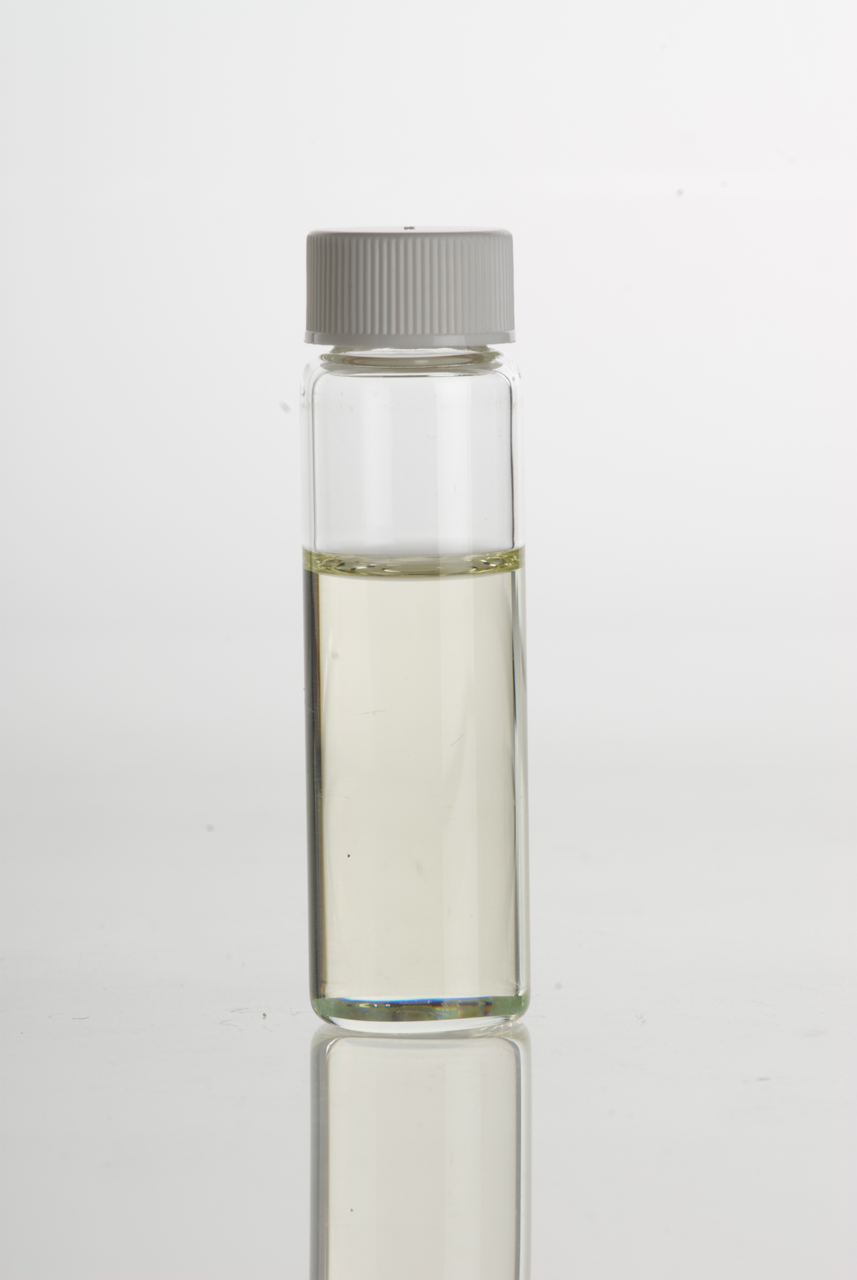
Rózsafaolaj Aniba rosaeodora-ból

A rózsafaolaj értékes illóolaj, amelyet kiváltképp illatszerek alapanyagaként használnak fel. A köznyelv sok olyan fát is „rózsafának” nevez, amely nem köthető az Aniba nemzetséghez, ezért a „rózsafaolaj” kifejezés is félreértésekre adhat okot. A Dalbergia nemzetség tagjai, mint pl. a brazil rózsafa (D. nigra) és az indiai rózsafa (D. latifolia) sosem volt forrása a rózsafaolajnak. A rózsafaolaj előállításához Aniba rosaeodora, Aniba parviflora, illetve egyéb Aniba nemzetségbe tartozó fajok fás részeit használják fel. Ezeket a fás részeket a lepárlóüzemben felaprítják, majd gőzdesztillálják. Tömeget alapul véve, átlagosan 1%-nyi olaj nyerhető ki a növényekből.
Túlzásba vitt begyűjtése és a faj populációjának visszaszorulása miatt erőfeszítések történtek az A. rosaeodora kultivációjára, és hogy megfelelő módszert fejlesszenek ki az olaj levélből való kinyerésére.
Az olaj egyik összetevője a linalool, melynek többféle felhasználási módja ismert.

## Fordítás
Ez a szócikk részben vagy egészben  a   Rosewood oil című angol Wikipédia-szócikk ezen változatának fordításán alapul.  Az eredeti cikk szerkesztőit annak laptörténete sorolja fel. Ez a jelzés csupán a megfogalmazás eredetét és a szerzői jogokat jelzi, nem szolgál a cikkben szereplő információk forrásmegjelöléseként.